# ۲ ربیع‌الثانی
۲ ربیع‌الثانی، دومین روز از ماه ربیع‌الثانی در تقویم هجری قمری است.
در تقویم هجری قمری قراردادی این روز نود و یکمین روز سال است.

## وقایع
- ۱۳۲۵ – بسته شدن بازارها در شهرهای شیراز، رشت، انزلی، سلماس، مراغه و ارومیه به جهت اعتراض در تأخیر تصویب قانون اساسی مشروطه در مجلس شورای ملی[۱]

## درگذشتگان
- ۱۴۳۹ - علیرضا یلدا٬ پزشک و دانشگاهی ایرانی.